# Jean-Marie Camus

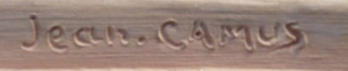
Eine Signatur von Jean-Marie Camus

Jean-Marie Camus (* 12. November 1877 in Clermont-Ferrand, Frankreich; † 16. Juni 1955 in Paris, Frankreich) war ein französischer Bildhauer und Medailleur.

## Leben
Jean-Marie Camus studierte bei Louis Barnas und Jules Coutan an der École des beaux-arts de Paris. Sein Werk umfasste Porträtbüsten und Figurengruppen im Jugendstil und im Stil des Art déco.
Camus stellte ab 1900 im Pariser Salon des Artistes Français aus und erhielt 1931 eine Goldmedaille „außer Konkurrenz“. 1908 stellte er auf dem Salon des artistes coloniaux aus. Er gehörte der von dem Éditeur d’art (Kunstverleger) und Bildgießer Arthur Goldscheider in den frühen 1920er Jahren mit Vertretern des Art déco gegründeten Künstlergruppe L’Evolution an, deren Arbeiten Goldscheider 1925 auf der Pariser Exposition internationale des Arts Décoratifs et industriels modernes ausstellte.
Camus wurde als Ritter in die Ehrenlegion aufgenommen.

## Werke (Auswahl)
- Faune musicien assis sur un rocher
- La danse
- Buste de fillette
- Portrait de Suzanne
- Femme et jeune faune jouant du luth
- Pan et nymphe
- Tam-tam de l'homme
- Haute volta
- Nu avec lampe à huile
- Pan à la flûte